# Ла Месила (Њу Мексико)
Ла Месила (енгл. La Mesilla) насељено је место без административног статуса у америчкој савезној држави Њу Мексико.

## Демографија
По попису из 2010. године број становника је 1.772.
| Група             | 2000.    | 2010.         |
| Белци             | 0 (0,0%) | 423 (23,9%)   |
| Афроамериканци    | 0 (0,0%) | 6 (0,3%)      |
| Азијати           | 0 (0,0%) | 7 (0,4%)      |
| Хиспаноамериканци | 0 (0,0%) | 1.300 (73,4%) |
| Укупно            | 0        | 1.772         |